# 마이클 에시엔
마이클 코조 에시엔(영어: Michael Kojo Essien, 1982년 12월 3일 ~ ) 은 가나의 전직 축구 선수이자 현 축구 지도자로 현재 덴마크 수페르리가의 FC 노르셸란에서 코치로 활약하고 있으며 가나 축구 국가대표팀의 일원으로도 활약했다.
그는 미드필더로 체력을 공격 및 수비 전개에 활용하며 거친 태클로 주로 광역 미드필더로 기용되며 "들소" (The Bison) 라는 별칭으로도 알려져 있다. 에시엔은 수비수 임무를 맡길 수도 있는데, 우측이나 중앙으로 모두 기용 가능하다.
에시엔은 조국의 리버티 프로페셔널스에서 프로 무대 데뷔를 했다. 2000년, 그는 프랑스로 건너가 바스티아에 입단했다. 에시엔은 구단 소속으로 3시즌을 보내며 60경기를 치르다가 리그 우승을 거둔 리옹에 2003년 합류했다. 리옹에서, 에시엔은 2003-04 시즌과 2004-05 시즌에 2년 연속 리그 우승을 거두었고, 처음으로 UEFA 챔피언스리그 경기에 나서기도 했다. 그는 5년 간 프랑스 무대에서 활동하며 프랑스 시민권도 획득했다. 2005년, 에시엔은 £24.4M에 첼시에 입단했고, 입단 당시 그는 아프리카 선수로는 역대 최고 이적료 기록을 세웠다. 첼시에서, 에시엔은 2005-06 시즌과 2009-10 시즌에 프리미어리그 우승을 거두었으며, FA컵을 3번 풋볼 리그 컵을 1번 우승했다. 2008년, 그는 UEFA 챔피언스리그 결승전에 출전했다. 그는 2006-07 시즌과 2008-09 시즌에 첼시 올해의 골 득점자로 두 번 선정되었다.
에시엔은 가나 국가대표팀 일원이다. 유소년 대표 시절, 그는 자국을 대표로 1999년 FIFA U-17 월드컵과 2001년 FIFA U-20 월드컵에 참가했었고, 후자의 대회에서는 준우승을 거두었다. 에시엔은 2002년 1월에 성인 대표팀 데뷔전을 치렀고, 조국을 대표로 세 차례 아프리카 네이션스컵과 2006년 FIFA 월드컵에 참가했는데, 가나는 후자의 대회에서 16강전 진출을 달성했다. 그는 활약할 때 거친 태클, 넘치는 체력과 물리적인 힘을 선보여 들소 (The Bison) 라는 별칭이 붙었다.

## 유년 시절
에시엔은 아크라 출신으로 아바 잔도와 제임스 에시엔 사이에서 태어났고, 고모아 냐냐노 DC 초등학교와 JSS에 진학했다. 그는 케이프 코스트의 성 어거스틴 대학교를 졸업하고 축구를 시작했는데, 그는 인근의 리버티 프로페셔널스에서 활약했다.
에시엔은 뉴질랜드에서 열린 1999년 FIFA U-17 월드컵에 참가하며 도약을 시작했다. 유럽 스카우터는 그에 관심을 가지기 시작했고, 에시엔은 2000년 4월에 맨체스터 유나이티드의 시험 훈련에 참가했다. 그는 U-17부의 더비 카운티전 경기에 출전해 승리하기도 했다.
맨체스터 유나이티드는 그에게 계약을 제의했지만, 그는 영국에서 노동 허가증을 발급받지 못해 자격을 충족하지 못했다. 그는 따라서 잉글랜드에서 활약이 가능하게 될 때까지 벨기에의 위성 구단 안트베르펜에서 활약하는 것을 고려하기도 했다. 그러나, 그의 모친은 프랑스행을 추천했다.

## 클럽 경력

### 바스티아
2000년 7월, 에시엔은 디비시옹 1의 바스티아에 입단해 메스와의 2000년 9월 30일 경기에서 주장 로랑 카사노바와 교체로 들어가 첫 경기를 치렀다. 에시엔은 즉시 꾸준한 기량을 선보이진 못했는데, 그는 수비진 네 명 중 한 명으로 돌아가며 배치되었다. 그는 2000-01 시즌에 13경기 출전해 1골을 기록하는데 그쳤고, 그 골은 2-3으로 패한 메스와의 경기에서 기록했다. 그 다음 시즌, 에시엔은 로베르 누자레 감독에 의해 중앙 미드필더로 출전할 기회를 잡았고, 이 역할로 수행하며 선전했다. 에시엔은 니콜라 디외즈와 시릴 죈샹과 중원을 맡았고, 낭트전, 로리앙전, 그리고 갱강전에서 승리하는데 필요했던 골들을 기록했다. 2002년 1월 12일, 에시엔은 마르세유와의 벨로드롬 원정 경기에서 동점골을 넣었고, 경기는 2-2 무승부로 끝났다. 그는 르 망과의 쿠프 드 라 리그 경기에서도 골을 기록했다. 같은 경기에서 나중에 첼시에서 합류할 디디에 드로그바가 르 망의 골을 기록하기도 했다.
2002-03 시즌, 에시엔은 제라르 질리 감독의 휘하로 붙박이 주전을 맡았다. 그러나, 그의 집요하고 힘 위주의 경기를 풀어가는 방식은 그가 리그에서 12번 경고를 받게 했다. 그는 랑스와의 1차전에서 시즌 1호골을 넣어 경기를 1-1 무승부로 끝냈고, 리그에서 5골을 더 추가했는데, 이 중에는 전 시즌 우승을 차지한 리옹에게 2-0으로 이길 때 기록한 골도 있었다. 바스티아는 3시즌 연속으로 리그를 중위권으로 마쳤고, 에시엔은 파리 생제르맹, 리옹, 그리고 마르세유로부터 이적 관심을 받았다.

### 리옹
파리 생제르맹은 바스티아에게 가장 좋은 제의를 했고, 합의에 이르었지만, 에시엔은 파리 생제르맹의 계약 제의를 뿌리쳤고, 두 차례 우승을 거둔 리옹이 바스티아에게 €7.8M을 지불하는 쪽으로 합의를 보았다. 리옹 합류와 함께, 에시엔은 등번호 4번을 받고 광역 미드필더로 활약했는데, 그는 플레이메이커 주니뉴 페르남부카누를 보호하고 돕는 권한을 얻었고, 수비형 미드필더인 에드미우송과 마하마두 디아라는 수비를 보조하고 공 배급을 맡았다. 그는 2003년 7월 27일, 오세르와의 트로페 데 샹피옹 2003 경기에서 리옹 데뷔전을 펼쳤다. 경기 시작 5분 만에, 에시엔은 리옹에서의 첫 골을 기록했다. 그로부터 4분 후, 디아라가 추가골을 기록했다. 리옹이 경기를 2-1로 이기면서 에시엔은 선수 데뷔 이래 첫 우승컵을 획득했다. 불과 3번째 공식 경기에서, 에시엔은 첫 리그 골을 기록했고, 경기는 모나코를 3-1로 이기는 것으로 끝났다. 그는 시즌 내내 전으로 출전해 리그 경기에 33번 더 나섰고, 보르도와 렌과의 경기에서 1골씩 추가했다. 2004년 5월 23일, 릴과의 제를랑 안방 경기에서 3-0 완승을 거둔 리옹은 리그 3연패를 확정지었다. 에시엔은 경기에 교체로 출전했다. UEFA 챔피언스리그에서 에시엔은 리옹이 참가한 10번의 경기 중 8번의 경기에 출전했는데, 소속 구단은 나중에 우승을 차지한 포르투갈 리그 소속의 포르투에 밀려 탈락했다.
에시엔은 리옹에서의 2년차에 리그 한 경기를 제외한 모든 경기에 출전했으며, 소속 구단은 리그 4연패를 달성했다. 결장한 경기는 직전 리그 경기에서 받은 퇴장에 의한 결장이었다. 에시엔은 3골도 기록했으며, 11번 경고를 받아 후자의 부문에서 2번째로 많은 횟수를 기록했다. 그는 리그에서 선보인 성과로 프랑스의 국가 프로 축구 선수 연합 (UNFP) 으로부터 2005년 올해의 선수로 지명되었다. 에시엔은 소속 구단의 UEFA 챔피언스리그 2004-05 8강행에도 일조했는데, 그는 역동적인 활약을 펼쳐 대회에서 5골을 기록했다. 리옹은 PSV와의 경기에서 승부차기 끝에 석패했다. 시즌 후, 그는 리그 1 올해의 선수로 선정되었다. 그가 UNFP 올해의 선수로 선정되면서, 리옹은 최다 연속 최우수 선수를 배출하게 되었는데, 리옹은 2008년에 카림 벤제마가 상을 받을 때까지 연속 수상자를 배출했다. 그는 2005년 FIFA 올해의 선수상 후보로도 꼽혔다. 그는 2005년에 투표를 통해 22위에 올랐다. 그의 활약상은 첼시의 관심을 받았고, 이후 이적이 성사되었다.

### 첼시

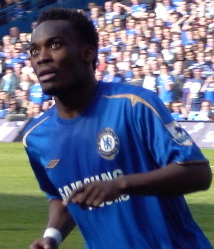
2006년에 촬영된 에시엔

2005년 8월 14일, 리옹과 첼시는 £24.4M에 가나인의 영입을 놓고 합의를 보았고, 오랜 기간 지속된 이적설에 종지부를 찍었다. 당시, 그는 첼시의 최고액 영입 기록을 경신했고, 전년 여름에 디디에 드로그바를 영입할 때 지출한 £24M의 기록을 갈아챘다. 이적은 8월 19일에 성사되었다. 이적은 스티븐스 수사에 따라 정밀 조사 대상이 되었는데, 이는 피니 자하비와 배리 실크먼 요원의 불협조로 문제가 있다는 주장이 제기되었다.
그는 2005년 8월 21일, 아스널과의 경기에서 등번호 5번을 달고 후반전에 교체로 첫 경기에 출전했다. 경기는 첼시의 1-0 승리로 끝났다. 그는 웨스트 브로미치 앨비언을 상대로 첫 선발 출전과 도움을 기록했고, 2005년 9월 10일에 열린 선덜랜드와의 경기에서는 부상당한 클로드 마켈렐레와 교체로 들어가 수비형 미드필더 역할로 2-0 승리에 일조했다. 그는 주제 모리뉴의 선수단에서 자신의 지위를 굳혀 31번의 리그 경기에 출전했고, 기타 컵 대회에서 11번 더 출전했다.
2005년 12월 15일, 그는 디트마어 하만에게 논란의 태클을 범한 대가로 UEFA로부터 2경기 출장 징계를 받았고, 그는 나중에 유럽 정상을 차지한 바르셀로나와 벌인 첼시의 UEFA 챔피언스리그 16강전에 참가를 못하는 징계를 받았다. 에시엔은 하만에게 태클에 대해 사과했고, "평정심을 잃게 하는" 선수로 보여지고 싶었을 뿐, 자신이 악의적이거나 비신사적인 선수가 아니라고 표의했다. 하만은 에시엔의 사과를 정식적으로 받아들였다. 2006년 1월, 에시엔은 웨스트 햄 유나이티드의 주장 나이절 레오-코커에게 걸려 넘어진 후 들것에 실려나갔고, 3주 동안 출전하지 못했다.

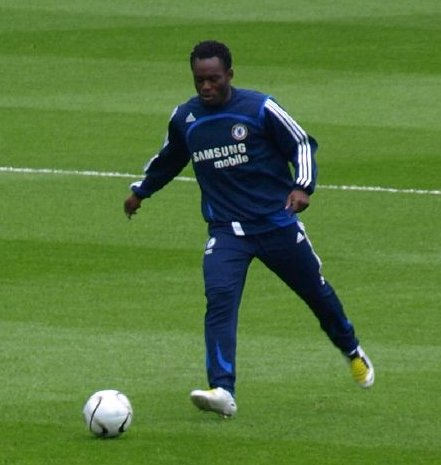
2008년, 경기를 앞두고 몸을 푸는 에시엔

에시엔은 2-1로 이긴 토트넘 홋스퍼와의 3월 11일 경기에서 숀 라이트-필립스가 낮게 건낸 공을 밀어넣어 첫 골을 기록했다. 그는 2006년 4월 17일에 에버턴과의 경기에서 또 득점을 기록했는데, 수비망을 뚫을 수 있게 강력하게 쏘아 골망을 흔들었다. 에시엔은 잉글랜드 무대 첫 시즌을 프리미어리그에서 2골을 기록하는 것으로 끝냈다.
2006년 10월 12일, 에시엔은 2006년 FIFA 올해의 선수 후보로 선정되었고, 여기서도 22위에 올랐다. 1주 후, 그는 2006년 발롱도르 후보로도 지명되었다. 그는 2006년 아프리카 올해의 축구 선수 3위에도 올랐는데, 2005년에도 같은 업적을 달성한 바 있다. 그는 2006년 BBC 아프리카 올해의 축구 선수로 선정되기도 했다.
그 다음 시즌, 에시엔은 몇 차례 중요한 골을 기록했는데, 한 골은 2006년 9월 12일, 독일의 베르더 브레멘과 벌인 첼시의 UEFA 챔피언스리그 경기에서 첫 대회 골을 기록했다. 이후 에시엔은 발렌시아와 메스타야에서 벌인 같은 대회의 8강 2차전에서 막판 결승골을 기록해 2-1 역전승을 가져다주며 첼시를 합계 3-2로 준결승전에 올려놓았다. 이 경기는 그가 몇 주 동안 무릎 부상으로 빠진 끝에 나온 첫 경기였다. 에시엔은 2006년 12월 10일, 아스널과의 안방 경기에서 막판 동점골을 기록해 첼시의 무패 행진을 이어나갔다.
2007년 5월 15일, 첼시 지지자들은 에시엔을 2006-07 시즌 동안의 공헌으로 첼시 올해의 선수로 선정했고, 아프리카인으로는 이 상을 받는 최초의 선수가 되었다. 그가 아스널전에서 터뜨린 극적인 동점골은 2006-07 시즌 첼시 올해의 골로 선정되었다.
2007년 8월 12일, 에시엔은 버밍엄 시티와의 프리미어리그 2007-08 경기에서 시즌 첫 골이자 결승골을 기록했고, 종전에 리버풀이 1978년과 1981년 사이에 63경기에서 세운 최장 기간 안방 무패 기록을 갈아치웠다.
2007년 10월 10일, 그는 2007년 FIFA 올해의 선수 시상식에 3시즌 연속 후보로 선정되었고, 2007년 10월 21일에는 2007년 발롱도르 후보로도 3년 연속 지목되었다. 그는 2007년 FIFA 올해의 선수 시상식에서 15위를 기록했다. 2007년 12월 12일, 에시엔은 2007년 아프리카 올해의 축구 선수 후보로 3년 연속으로 지목되었다. 그는 그 해 수상자인 프레데리크 카누테에 이어 2위를 차지했다.
2008년 7월 22일, 에시엔은 첼시와 계약을 5년 연장해 2013년까지 구단에 남게 되었다. 그는 앞서 2007년 3월 12일에 계약을 연장했었다.

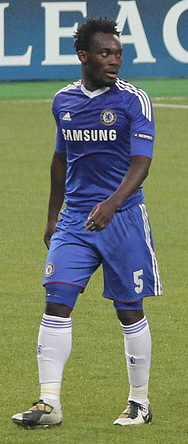
2010년 첼시 경기의 에시엔

우려 대로 에시엔은 가나 국가대표팀에서 활약하던 도중 전방 십자 인대가 파열되는 부상을 당해 프리미어리그 2008-09 시즌을 결장하게 되었다. 그러나 20090년 3월 7일, 그는 코번트리 시티와의 FA컵 경기 후반전에 교체로 출전했다.에시엔은 무릎 부상에서 복귀해 치른 두 번째 경기인 유벤투스와의 UEFA 챔피언스리그 16강전에서 전반 종료를 앞두고 원정 다득점에서 앞서나가게 하는 중요한 골을 기록했다. 첼시는 이 경기에서 2-2로 비겨 합계 3-2로 8강에 진출했다. 그는 맨체스터 시티와의 경기에서 복귀 이래 첫 리그 경기를 펼쳤고, 1-0 결승골을 기록했다.
2009년 5월 6일, 에시엔은 바르셀로나와의 UEFA 챔피언스리그 준결승 2차전에서 왼발로 먼 거리에서 선제골을 터뜨렸지만, 첼시는 경기에서 비겨 원정 다득점 원칙에 따라 결승 진출이 좌절되었다. 이 골은 구단 지지자들에 의해 첼시 올해의 골로 선정되었다.
프리미어리그 2009-10 시즌에 에시엔은 2009년 10월 24일자 블랙번 로버스와의 경기에서 훌륭한 활약을 펼쳤는데, 그는 5-0으로 이긴 스탬퍼드 브리지 안방 경기에서 52분에 32미터 선제골을 기록해 5-0 승리를 이끌었다. 울버햄프턴 원더러스와의 경기에서는 첼시 이적 후 처음으로 2골을 기록했는데, 한 골은 머리로, 다른 한 골은 페널티 구역 외곽에서 낮게 깔아차 기록했고, 후반전에 여러 차례 공을 쏘아 해트트릭에 근접하기도 했지만, 한 번은 웨인 헤네시 상대 골키퍼가 간신히 골대 위로 넘겼다. 에시엔은 2010년 아프리카 네이션스컵에서 국가대표팀 경기를 치르다가 부상을 당했고, 남은 잉글랜드에서의 시즌 동안 결장하게 되었다. 2010년 6월 4일, 그는 계약을 2년 연장해 2015년까지 첼시 선수로 남게 되었다. 2010년 7월 17일, 에시엔은 크리스털 팰리스와의 친선 경기에 복귀했고, 첼시의 1-0 결승골을 기록했다.
2010년 FIFA 월드컵을 부상으로 빠진 후, 에시엔은 시즌 초를 훌륭히 보냈다. 그는 크리스털 팰리스와의 시즌 전 친선전에서 결승골을 기록한 후 첼시가 무패로 보낸 8월 내내 출전했다. 그는 웨스트 햄 유나이티드와의 경기에서 2골을 추가했고, 질리나와의 UEFA 챔피언스리그 경기에서도 골을 넣었다. 에시엔은 마르세유, 블랙번 로버스, 그리고 풀럼과의 경기에서도 인상적인 활약을 펼쳤고, 풀럼과의 경기에서는 1-0 결승골도 기록했지만, 퇴장도 당했다. 에시엔은 또다시 부상을 당해 두 달간 출전하지 못했는데, 첼시는 이 기간 동안 9경기를 치러 단 한 번의 경기만 이겼다. 그는 승부차기 끝에 진 에버턴과의 FA컵과의 경기에서 주자로 나서 성공했지만, 후반기를 부진하게 보냈다. 첼시의 최종전 후, 가나 축구 협회는 에시엔이 다시 국가대표팀 경기에 출전할 것임을 발표했다.
프리미어리그 2011-12 시즌을 앞두고 진행한 시즌 전 훈련에서, 에시엔은 전방 십자 인대와 반월상이 파열되는 부상을 당했고, 2011년 7월 11일에 수술을 받았다. 그의 회복 기간은 6개월 정도로 예상되었다. 그러나, 에시엔은 2011년 11월 말부터 가벼운 훈련을 시작했다. 에시엔은 2012년 1월 9일, 2-3으로 패한 웨스트 브로미치 앨비언과의 2군 경기에 75분 출전하는 것으로 무릎 중상 이래 첫 경기를 치렀다. 그는 1-0으로 이긴 선덜랜드와의 경기에서 교체로 들어가 첼시 소속으로 150번째 프리미어리그 경기를 치렀다. 2012년 1월 21일, 에시엔은 0-0으로 비긴 노리치 시티와의 캐로 로드 원정 경기에서 막판에 교체로 출전했다.

### 레알 마드리드 임대
2012년 8월 31일, 에시엔은 그를 첼시로 불러왔던 주제 모리뉴와 연락하여 레알 마드리드로 1년 동안 임대되었다. 2012년 11월 3일, 에시엔은 레알 마드리드 소속으로 첫 골을 기록했다. 시즌 마지막 경기이자, 에시엔은 마드리드에서의 마지막 경기에서, 또다시 득점을 기록했는데, 이 골을 자신의 감독인 주제 모리뉴에 바쳤다.

### 밀란
2014년 1월 27일, 에시엔은 이탈리아의 밀란과 1년 반 계약을 맺었다.

### 파나티나이코스
2015년 6월 2일, 마이클 에시엔은 그리스의 파나티나이코스와 2년 계약을 맺었다. 그는 처음 3달을 다리 부상에서 회복하는데 보냈다. 그는 2015년 11월 21일에 파나티나이코스의 숙적 올림피아코스를 상대로 첫 경기를 치를 예정이었으나, 경기가 취소되었다. 그는 1주 후에 첫 경기를 치렀다. 2016년 1월 24일, 그는 레바디아코스와의 리그 원정 경기에서 파나티나이코스에서의 첫 골을 기록해 2-0 승리를 공헌했다.

## 국가대표팀 경력
에시엔은 작고 검은 별들, 혹은 가나 U-17 국가대표팀 소속으로 뉴질랜드에서 열린 1999년 FIFA U-17 월드컵 대회에 참가해 3위의 성적을 거두었다. 에시엔은 2001년에 아르헨티나에서 열린 2001년 FIFA U-20 월드컵에서 가나 선수단의 최연소 선수들 중 한명으로 참가했다. 검은 위성은 개최국 아르헨티나에 이어 준우승을 차지했다. 그는 놀라운 활약으로 다수의 관심을 받았고, 그를 아프리카의 차세대 거물로 여기기 시작했다. 그는 2002년 1월 21일, 모로코와의 2002년 아프리카 네이션스컵에서 첫 성인 대표팀 공식 경기를 치렀지만, 앞서 이집트와의 2002년 1월 4일 대회 전 친선전에도 참가했다.
2006년 , 에시엔은 독일에서 열린 2006년 FIFA 월드컵의 가나 대표팀 명단에 자신의 이름을 올렸다. 그는 대표팀 주장 스티븐 아피아와 설리 문타리와 함께 중원을 맡았다. 에시엔은 이탈리아에게 0-2로 패한 경기와 체코에게 2-0으로 이긴 경기, 2-1로 이긴 미국과의 경기에 출전했고, 가나는 2006년 FIFA 월드컵 16강에 진출한 유일한 아프리카 국가로 기록되었다. 그러나, 에시엔은 브라질과의 16강전에 출장 정지 징계로 결장했고, 가나가 0-3으로 패하는 것을 지켜봐야만 했다. 가나 대표팀 복귀전에서, 에시엔은 매우 값진 경험을 했다 회고했고, 사상 처음으로 아프리카에서 열리는 남아프리카 공화국의 2010년 다음 대회 본선 진출도 노리겠다 덧붙였다.
2008년 아프리카 네이션스컵에서 에시엔은 또다시 놀라운 활약을 펼치며, 힘이 넘치는 활약으로 조국을 준결승전에 올려놓았다. 8강전에서는 주장 존 멘사가 30분쯤 된 와중에 나이지리아의 피터 오뎀윙기에의 다리를 걸어 퇴장당하자, 에시엔은 완장을 경기가 끝날 때까지 남은 시간동안 차고 2-1 승리를 지휘했다. 그는 대회 올스타 팀의 일원으로 선정되었다. 대회의 팀은 기술위원회 (TSG) 가 대회의 모든 경기를 신중한 조사 끝에 정했다.
2008년 9월 5일, 에시엔은 리비아와 가나 대표로 2010년 FIFA 월드컵 예선전을 펼치던 도중 전방 십자 인대 부상을 당해 6개월간 결장하게 되어 2008-09 시즌의 대부분 경기에 뛰지 못했고, 3월 4일이 되어서야 첼시 2군 소속으로 애스턴 빌라 2군 경기에 비로소 나설 수 있었다. 그는 3-4로 패한 이 경기의 마지막 골을 기록했다. 그는 가나가 치른 11번의 예선 경기 중 10번의 경기에 출전해 800분도 넘는 시간동안 경기에 임했는데, 가나는 예선 조 1위를 차지해 FIFA 월드컵 본선행에 성공했다. 2010년 5월 27일, 에시엔은 불행히도 무릎 부상으로부터 완쾌하지 못해 대회 후 2주 후인 7월 말까지 경기에 뛸 수 없게 됨에 따라 FIFA 월드컵 본선에 출전하지 못하게 되었다. 그 후로, 에시엔은 근래 가나 대표로 활약하며 두 차례의 중상을 당한 여파로 첼시 경기에 집중하기 위해 가나 국가대표팀 활동을 그만 둘 것이라 밝혔다. 부상에서 회복한 후, 에시엔은 향후에 국가대표팀 복귀를 약속했다.
에시엔은 2013년 8월, 2014년 FIFA 월드컵 예선전을 앞두고 가나 국가대표로 복귀했다. 그는 2-1로 이긴 잠비아와의 경기에 후반에 교체로 출전했고, 검은 별들은 3차 예선을 통과했다. 그는 이집트와의 플레이오프 두 경기에 모두 출전했고, 2014년 FIFA 월드컵에 참가할 가나의 명단에 자신의 이름을 올렸다. 그는 1-2로 패한 미국과의 첫 경기에서 후반전에 교체로 딱 한번 출전했다.

## 경력 통계
2016년 1월 26일 기준
| 클럽                 | 시즌      | 리그              | 리그 | 리그 | 컵   | 컵 | 리그 컵 | 리그 컵 | 대륙 | 대륙 | 기타 | 기타 | 합계 | 합계 |
| 클럽                 | 시즌      | 단계              | 출장 | 골   | 출장 | 골 | 출장    | 골      | 출장 | 골   | 출장 | 골   | 출장 | 골   |
| -------------------- | --------- | ----------------- | ---- | ---- | ---- | -- | ------- | ------- | ---- | ---- | ---- | ---- | ---- | ---- |
| 바스티아             | 2000–01   | 리그 1            | 13   | 1    | 2    | 0  | 0       | 0       | —    | —    | —    | —    | 15   | 1    |
| 바스티아             | 2001–02   | 리그 1            | 24   | 4    | 4    | 0  | 2       | 1       | 0    | 0    | —    | —    | 30   | 5    |
| 바스티아             | 2002–03   | 리그 1            | 29   | 6    | 1    | 0  | 1       | 0       | —    | —    | —    | —    | 31   | 6    |
| 바스티아             | 합계      | 합계              | 66   | 11   | 7    | 0  | 3       | 1       | —    | —    | —    | —    | 76   | 12   |
| 리옹                 | 2003–04   | 리그 1            | 34   | 3    | 2    | 0  | 1       | 0       | 8    | 0    | 1    | 1    | 46   | 4    |
| 리옹                 | 2004–05   | 리그 1            | 37   | 4    | 2    | 0  | 0       | 0       | 10   | 5    | 1    | 0    | 50   | 9    |
| 리옹                 | 합계      | 합계              | 71   | 7    | 4    | 0  | 1       | 0       | 18   | 5    | 2    | 1    | 96   | 13   |
| 첼시                 | 2005–06   | 프리미어리그      | 31   | 2    | 4    | 0  | 1       | 0       | 6    | 0    | —    | —    | 42   | 2    |
| 첼시                 | 2006–07   | 프리미어리그      | 33   | 2    | 5    | 1  | 6       | 1       | 10   | 2    | 1    | 0    | 55   | 6    |
| 첼시                 | 2007–08   | 프리미어리그      | 27   | 6    | 2    | 0  | 4       | 0       | 12   | 0    | 1    | 0    | 46   | 6    |
| 첼시                 | 2008–09   | 프리미어리그      | 11   | 1    | 3    | 0  | 0       | 0       | 5    | 2    | —    | —    | 19   | 3    |
| 첼시                 | 2009–10   | 프리미어리그      | 14   | 3    | 0    | 0  | 1       | 0       | 6    | 1    | 1    | 0    | 22   | 4    |
| 첼시                 | 2010–11   | 프리미어리그      | 33   | 3    | 2    | 0  | 0       | 0       | 8    | 1    | 1    | 0    | 44   | 4    |
| 첼시                 | 2011–12   | 프리미어리그      | 14   | 0    | 3    | 0  | 0       | 0       | 2    | 0    | —    | —    | 19   | 0    |
| 첼시                 | 2013–14   | 프리미어리그      | 5    | 0    | 1    | 0  | 3       | 0       | —    | —    | —    | —    | 9    | 0    |
| 첼시                 | 합계      | 합계              | 168  | 17   | 20   | 1  | 15      | 1       | 49   | 6    | 4    | 0    | 256  | 25   |
| 레알 마드리드 (임대) | 2012–13   | 라 리가           | 20   | 2    | 7    | 0  | —       | —       | 7    | 0    | —    | —    | 34   | 2    |
| 레알 마드리드 (임대) | 합계      | 합계              | 20   | 2    | 7    | 0  | —       | —       | 7    | 0    | —    | —    | 34   | 2    |
| 밀란                 | 2013–14   | 세리에 A          | 7    | 0    | 0    | 0  | —       | —       | 2    | 0    | —    | —    | 9    | 0    |
| 밀란                 | 2014–15   | 세리에 A          | 13   | 0    | 0    | 0  | —       | —       | —    | —    | —    | —    | 13   | 0    |
| 밀란                 | 합계      | 합계              | 20   | 0    | 0    | 0  | —       | —       | 2    | 0    | —    | —    | 22   | 0    |
| 파나티나이코스       | 2015–16   | 수페르리가 엘라다 | 12   | 1    | 1    | 0  | —       | —       | 2    | 0    | —    | —    | 15   | 1    |
| 파나티나이코스       | 합계      | 합계              | 12   | 1    | 1    | 0  | —       | —       | 2    | 0    | —    | —    | 15   | 1    |
| 경력 합계            | 경력 합계 | 경력 합계         | 353  | 38   | 39   | 1  | 19      | 2       | 76   | 11   | 6    | 1    | 492  | 53   |

1. 1 2 3 4 5 6 7 8 9 10 11  UEFA 챔피언스리그 경기 출장
2. 1 2  트로페 데 샹피옹 경기 출장
3. 1 2 3 4  FA 커뮤니티 실드 경기 출장

## 수상

### 클럽
리옹
- 리그 1: 2003-04, 2004-05
- 트로페 데 샹피옹: 2003, 2004

첼시
- 프리미어리그: 2005-06, 2009-10
- FA컵: 2006-07, 2008-09, 2009-10, 2011-12
- 풋볼 리그 컵: 2006-07
- FA 커뮤니티 실드: 2009
- UEFA 챔피언스리그: 2011-12

### 개인
- UNFP 리그 1 올해의 선수: 2005[72]
- BBC 아프리카 올해의 축구 선수: 2006[73]
- 가나 올해의 축구 선수: 2008
- 첼시 올해의 골: 2006-07 (아스널전),[74] 2008-09 (바르셀로나전)[74]
- 2008년 아프리카 네이션스컵 대회의 팀[75]
- 첼시 올해의 선수: 2007[74]
- 리그 1 올해의 팀: 2003, 2005
- 아프리카 네이션스컵: 역대 최고의 팀